# PON
PON (англ. Passive optical network) — технологія пасивних оптичних мереж, заснована на деревоподібній волоконно-кабельній архітектурі з пасивними оптичними розгалужувачами на вузлах. Зазвичай є досить економічним способом забезпечення широкосмугової передачі інформації. При цьому архітектура PON володіє необхідною ефективністю нарощування як вузлів мережі, так і пропускної здатності, залежно від поточних та майбутніх потреб абонентів.

## Історія
Перші кроки в технології PON (passive optical networks) були зроблені в 1995 році, коли впливова група з семи компаній (British Telecom, France Telecom, Deutsche Telecom, NTT, KPN, Telefonica і Telecom Italia) створила консорціум для того, щоб втілити в життя ідеї множинного доступу по одному волокну. Ця організація, яку підтримувала ITU-T, отримала назву FSAN (full service access network). Багато нових членів, як операторів, так і виробників обладнання увійшло до неї наприкінці 90-х років. Метою FSAN була розробка загальних рекомендацій та вимог до обладнання PON для того, щоб виробники устаткування та оператори могли співіснувати разом на конкурентному ринку систем доступу PON. На сьогодні FSAN налічує 40 операторів та виробників, і працює в тісній співпраці з такими організаціями зі стандартизації як ITU-T, ETSI та ATM форум.

## Принцип дії PON
Основна ідея архітектури PON — використання лише одного модуля в OLT (optical line terminal) для передачі інформації безлічі абонентських пристроїв ONT (optical network terminal в термінології ITU-T), які називаються ONU (optical network unit в термінології IEEE) і прийому інформації від них. ONU — пристрій, що перетворює середовище передачі даних з оптично волоконного кабелю до витої пари. Використовується в технології пасивної оптичної мережі PON. На відміну від медіаконвертора ONU підключається до PON «голови» або OLT, а медіаконвертор підключається в парі для двонаправленної передачі даних.
Число абонентських вузлів, підключених до одного модуля OLT, може бути настільки великим, наскільки дозволяє бюджет потужності та максимальна швидкість апаратури. Для передачі потоку інформації від OLT до ONT — прямого (низхідного) потоку, як правило, використовується довжина хвилі 1490 нм. Навпаки, потоки даних від різних абонентських вузлів у центральний вузол спільно утворюють зворотний (висхідний) потік, передаються на довжині хвилі 1310 нм. У OLT та ONT вбудовані мультиплексори WDM розділяють вихідні й вхідні потоки.

### Прямий потік
Прямий потік на рівні оптичних сигналів, є широкомовним. Кожен абонентський вузол ONT, зчитавши адресні поля, виділяє з цього загального потоку призначену тільки йому частину інформації. Фактично, ми маємо справу з розподіленим демультиплексором.

### Зворотний потік
Всі абонентські вузли ONT ведуть передачу у зворотному потоці на одній і тій же довжині хвилі, використовуючи концепцію множинного доступу з часовим поділом TDMA. Для того, щоб виключити можливість перетину сигналів від різних ONT, для кожного з них встановлюється свій індивідуальний розклад по передачі даних з урахуванням поправки на затримку, пов'язану з віддаленням даного ONT від OLT. Це завдання вирішує протокол TDMA MAC.

## Топології мереж доступу
Існують чотири основні топології побудови оптичних мереж доступу:
- «Кільце»
- «Точка-точка»
- «Дерево з активними вузлами»
- «Дерево з пасивними вузлами»

## Переваги та недоліки
Переваги архітектури PON: 
• відсутність проміжних активних вузлів 
• економія оптичних приймачів в центральному вузлі 
• економія волокон 
• легкість підключення нових абонентів та зручність обслуговування (підключення, відключення або вихід з ладу одного або декількох абонентських вузлів ніяк не позначається на роботі інших).
Деревоподібна топологія P2MP дозволяє оптимізувати розміщення оптичних розгалужувачів, з огляду на реальне розташування абонентів, витрати на прокладку ОК і експлуатацію кабельної мережі.
До недоліку можна віднести підвищену складність технології PON і неможливість резервування в найпростішій топології дерева.

## Виробники
- Ericsson
- Cisco
- ECI Telecom
- ADVA AG Optical Networking
- FiberHome
- ZTE Corporation
- Terawave
- Corecess
- Alcatel-Lucent
- ZyXEL
- Huawei
- BDCom
- Fujikura
- D-Link
- Raisecom
- Teknovus
- Planet
- Corning Cable Systems
- Дженерал ДейтаКомм
- NEC